# 천문학의 명명 관행
고대에는 태양, 달, 항성 일부, 행성 일부만 이름이 있었지만, 지난 몇 백 년 간 발견된 천체의 수는 수십 억 까지 올라갔으며, 현재도 계속해서 발견이 이루어지고 있다. 천문학자들은 모든 천체를 서로 구분할 수 있게끔 명칭 체계를 만들었으며, 특별한 천체에는 다른 이름을 부여하였다.
현재 국제천문연맹이 유일하게 항성, 행성, 소행성체 등 천체와 천체의 표면 지형에 이름을 부여하는 유일한 인정된 기관으로, 많은 천체에 서로 다른 이름을 붙여야 하는 문제를 해결하기 위해 천체의 종류별로 체계적인 명명 체계를 만들어 사용 중이다.

## 항성
맨눈으로 볼 수 있는 별은 몇천 개 정도밖에 되지 않으며, 이로 인해 예전부터 이름이 전해져 내려오는 별의 개수 또한 제한되어 있다. 하지만 망원경 등 관측 기술의 발전으로 일일이 이름을 붙이기에는 알려진 별의 개수가 너무 많아졌다. 초기의 항성 명명 체계 중 현재까지 사용되는 대표적인 체계는 바이어 명명법으로, 별자리를 기준으로 별을 구분하였다.
현재까지 국제천문연맹만이 항성을 포함해 모든 천체에 이름을 부이는 유일한 기구로 인정받고 있는데, 이는 붙은 이름 간 혼란이 발생하지 않게 하기 위해서이다. 현재 발행되는 모든 항성 목록은 국제천문연맹에서 정한 "두문자"로 시작한다.
국제천문연맹에서는 민간에서 별의 이름을 파는 행위를 공인하지 않았으며, 이에 대해 "사기" 라는 표현을 사용하고 있다.

### 고유 명칭
현재 국제천문연맹이 승인한 고유 명칭 중 역사적인 배경이 있는 별은 약 350개 정도이다. 통상 서양권의 별 이름은 아랍어에서, 동양권의 이름은 중국어에서 온 경우가 많다. 대표적인 사례는 베가로, "베가"는 아랍어 '안-나스르 알-와키'(아랍어: النسر الواقع)에서 왔으며 한국어권에서는 통상 직녀성(織女星)이라고 한다.
2016년 국제천문연맹은 항성명 실무단(WGSN)을 설립하여 항성의 고유 명칭을 정리하고자 하였다. 항성명 실무단의 최초 공보는 2016년 7월에 있었으며, 2015년 NameExoWorlds 캠페인 결과 등을 통해 결정된 이름을 실었다. 이후 여러 번의 공보가 추가로 이뤄졌으며, 모두 별의 이름을 담았다.
지구에서 가장 가까운 별은 단순히 태양으로 칭하며, 언어별로 각 언어에서 일반적으로 사용하는 어휘를 그대로 사용한다. SF 장르에서는 태양을 솔(라틴어: Sol)로 칭하는 경우도 있다.

#### 인명
바너드별이나 캅테인의 별 등 천문학자의 이름이 붙은 별은 약 20개가량 존재한다. 또한 2015년 12월 진행된 NameExoWorlds 캠페인 결과 제단자리 뮤에는 미겔 데 세르반테스를 딴 세르반테스, 게자리 55에는 니콜라우스 코페르니쿠스를 딴 코페르니쿠스라는 이름이 공식적으로 부여되었으며, 2016년 7월에는 찰스 1세에서 유래한 코르 카롤리라는 이름이 사냥개자리 알파에 붙여졌다.

### 목록
망원경의 집광 능력 향상에 따라, 모두 이름을 붙이기에는 너무 많을 수준으로 관측 가능한 별의 수가 늘어났다. 이를 해결하기 위해 성표별로 다양한 명칭을 부여했으며, 결과적으로 밝기가 밝은 별은 현재 다양한 명칭이 붙어 있는 경우가 많다.

#### 바이어 명명법
1603년 출판된 바이어 명명법은 별 1,500개를 담고 있으며, 그리스 문자의 소문자와 별자리의 라틴어 이름을 붙이는 방식으로, 라틴어 이름은 세 글자 약어를 사용하는 경우가 많다. 예를 들어, 센타우루스자리에서 가장 밝은 별은 알파 센타우리(α Cen)가 된다. 그리스 문자를 다 사용하면 백조자리 P처럼 라틴 문자의 대문자와 소문자를 사용하였다.
관측 기술의 발달로 기존에 한 천체로 알려졌던 별이 실제로는 다중성계인 경우가 속속히 밝혀졌으며, 이러한 경우에는 작은 숫자를 통해 구분한다. 예시로는 궁수자리 세타가 있으며, 이후 이중성계인 궁수자리 세타¹(θ¹ Sgr)과 삼중성계인 궁수자리 세타²(θ² Sgr)가 별개로 존재하는 항성계임이 밝혀졌다.

#### 플램스티드 명명법
플램스티드 명명법에서는 페가수스자리 51이나 백조자리 61처럼 숫자와 별자리의 라틴어 이름을 붙이는 방식이다. 목록에는 2,500개의 별이 담겨 있으며, 현재는 바이어 명명법으로 붙여진 이름이 없거나 게자리 로¹처럼 숫자가 붙어 이름이 복잡해질 때 사용한다.

#### 현대의 목록
현대의 성표는 보통 고화질 고감도 망원경을 사용해 컴퓨터로 만들며, 그 결과 아주 많은 별이 포함된다. 이름은 보통 천구상 위치로 붙는데, 예시로 천체 "SDSSp J153259.96−003944.1"에서 접두어 "SDSSp"는 "Sloan Digital Sky Survey preliminary objects"의 약자이며, "J"는 J2000 역기점, 숫자는 적도좌표계 적경 15h32m59.96s, 적위 −00°39′44.1″를 나타낸다.

### 밀집성

#### 펄사
펄사의 이름은 접두어 "PSR"로 시작하며, 이는 맥동전파원→Pulsating Source of Radio의 약자이다. 뒤에는 적경과 적위가 붙으며, 적경 앞에는 역기점의 약자가 붙는다. 예시로, B1950 역기점을 사용하는 게성운 펄사의 이름은 PSR B0531+21이다.

#### 블랙홀
블랙홀에는 일관된 명명 규칙이 없다. 초대질량 블랙홀은 위치한 은하의 이름을 따며, 예시로는 NGC 4151이나 M31 등이 있으며 각각 신판일반목록과 메시에 목록을 따 온 것이다.
백조자리 X-1 등 다른 블랙홀은 위치한 별자리와 발견된 순서를 따서 붙이며, 블랙홀 다수는 위치와 발견한 장비 또는 탐사 이름을 붙인다. 예를 들어, SDSS를 딴 SDSS J0100+2802, 찬드라 엑스선 관측선이 발견한 RX J1131-1231 등이 있다.

### 초신성
초신성 발견은 국제천문연맹의 천문학 중앙 전보국으로 보고하여 발견 지역에 따라 임시 명칭을 붙이며, 역사적으로 어떠한 "유형"에 속함이 확인되면 연도-문자 명칭과 발견에 대한 상세한 정보를 발표하였다. 초신성의 영구 명칭은 초신성→Supernova을 뜻하는 약자 "SN", 발견 연도, 라틴 문자 순서로 구성된다. 그 해에 처음 발견된 26개의 초신성은 대문자 A부터 Z까지를 받으며, 그 후는 aa부터 zz까지 사용한다. 대표적으로, SN 1987A는 1987년에 처음 발견된 소행성이었다. 1885년 이래로 수천 개의 초신성이 발견되었으며, 최근에는 일부 초신성 발견의 경우 중앙 전보국으로 보고하지 않는 경우도 있다.
네 개의 역사적인 초신성, SN 1006(역사상 가장 밝은 초신성), SN 1054(게 성운), SN 1572(티코의 신성), SN 1604(케플러의 별)는 연도만 붙여 분류한다.
1885년부터 한 해에 초신성이 하나만 발견되었더라도 문자를 붙이기 시작했으며, 관측 기술의 발전으로 1947년 이후부터는 한 해에 초신성이 하나만 발견되는 경우가 없었다. 현재는 한 해에 발견되는 초신성이 수백 개에 달하고 있다.

### 신성
신성은 처음 발견되면 앞에 Nova→신성를 붙이고, 별자리 이름과 발견 년도가 뒤에 붙는다. 예시로, "Nova Cygni 1974"이나 "Nova Scorpii 2010"이 있다. 만약 한 별자리에서 여러 신성이 같은 해에 발견되면, "Nova Sagittarii 2011 #2", "Nova Sagitarii 2011 #3"과 같이 번호가 붙는다.
공식 영구 명칭은 변광성 일반목록의 형식을 따 변광성의 형식으로 붙는다.

## 별자리
밤하늘은 역사적으로 특별한 무늬가 있다고 보고, 별자리로서 구분하였다. 초기에는 별자리의 대략적인 모양만 정의하였고 이름 또한 성도에 따라 다르게 쓰였다. 별자리 자체에 과학적인 의미는 없지만 밤하늘에서 위치를 가리키는 데 실용적으로 유용하다는 점을 들어, 1930년 국제천문연맹에서 별자리의 경계선을 정의하였으며, 따라서 현재 천구의 모든 지점은 어떠한 별자리에 속한다.

## 은하
항성처럼 은하 대부분에는 이름이 없다. 안드로메다 은하, 바람개비 은하 등 특별한 이름이 붙은 예외는 있지만, 대부분은 목록 번호로만 불린다.
19세기까지는 은하의 정체가 무엇인지 정확히 밝혀지지 않았으며, 메시에 목록이나 신판일반목록 등 당시의 천체 목록에서는 은하를 성단이나 성운으로 취급해 함께 등재했다.

## 행성
맨눈으로 볼 수 있는 행성 5개는 고대부터 이름이 전해왔으며, 현대에도 각 행성은 사용하는 언어에서 일반적으로 부르는 호칭으로 칭한다. 지구는 행성으로 간주하기 시작한 시점이 다른 행성에 비해 극히 최근이며, 이 때문에 특히 SF 장르에서 행성으로서의 지구를 칭할 때 테라(라틴어: Terra)로 부르기도 한다.
현대에 행성의 이름을 그리스 로마 신화를 따 부르는 것은 과거 서양 과학계의 공용어가 라틴어였기 때문으로, 이로 인해 이후 발견된 두 행성인 천왕성과 해왕성의 이름이 우라노스와 넵투누스를 따게 되었다. 한국어명인 천왕성과 해왕성은 두 신의 이름을 의역한 것이다. 하지만 두 이름이 바로 정착된 것은 아니었는데, 천왕성은 최초에 조지 3세를 따 조지의 별(라틴어: Georgium Sidus 게오르기움 시두스[*])이라고 불렀고, 해왕성 또한 다양한 이름이 혼용되어 사용되었다.
1801년 세레스를 시작으로 화성과 목성 사이 소행성이 발견되기 시작했는데, 처음 발견된 세레스, 팔라스, 유노, 베스타 등 일부는 행성으로 간주되었지만 소행성이 계속해서 발견되며 점차 행성의 지위를 잃었다. 플루톤의 이름을 딴 명왕성 또한 발견 이후 70년 간 행성으로 취급했다. 벌컨 등 가상의 행성 또한 그리스 로마 신화라는 명명 관례를 따랐다.

### 외계 행성
현재 국제천문연맹에 따르면 외계 행성에 대한 합의된 명명 체계는 존재하지 않으며, 통상 항성의 이름에 소문자를 붙이는 방식이다. 대표적으로 페가수스자리 51 b가 있다.
소문자 체계는 국제천문연맹에 기존에 존재하던 쌍성 및 다중성계의 명명 체계와 크게 다르지 않다. 예시로, 삼중성계인 센타우루스자리 알파에서 처음 발견된 외계 행성의 이름은 센타우루스자리 알파 Bb이며, 외계 행성이 두 별을 모두 공전할 경우, 케플러-34(AB) b와 같은 형식이 된다.

### 자연위성
지구의 위성의 이름은 단순히 달이며, 달 또한 각 언어에서 일반적으로 사용하는 어휘를 그대로 사용한다. 특히 SF 장르에서 달을 루나(라틴어: Luna)로 사용하는 경우도 있다. 다른 행성의 위성은 신화에서 이름을 따 온 경우가 많으며, 천왕성은 윌리엄 셰익스피어나 알렉산더 포프의 작품 속 등장인물의 이름을 따 온다.
위성이 처음 발견되면 "S/2010 J 2" (2010년 목성에서 2번째로 발견된 위성)이나 "S/2003 S 1" (2003년 토성에서 1번째로 발견된 위성)처럼 임시 명칭이 부여된다. 앞의 "S/"는 위성(satellite)을 의미하며, "D/", "C/", "P/"는 혜성에, "R/"은 고리에 사용된다. 간혹 두 번째 띄어쓰기를 생략해 "S/2003 S1"처럼 적기도 한다. 네 숫자는 발견 년도이며, 뒤의 글자는 행성의 약자이다. 수성(Mercury)은 화성(Mars)과의 중복을 막기 위해, 어원적으로 같은 헤르메스(Hermes)를 사용한다.
- H = 수성 (Hermes)
- V = 금성 (Venus)
- E = 지구 (Earth)
- M = 화성 (Mars)
- J = 목성 (Jupiter)
- S = 토성 (Saturn)
- U = 천왕성 (Uranus)
- N = 해왕성 (Neptune)

참고: 수성의 "H" 사용은 통상 IAU 지침을 따르는 USGS 행성 명명 사전에 나오는 것이지만, 확인 필요: 현재까지 수성을 공전하는 위성이 발견된 적이 없음.
명왕성(Pluto)은 왜행성으로 격하되기 전에는 P를 사용했다. 소행성체 주변에서 위성이 발견되면 모천체의 소행성체 번호를 식별자로 사용하는데, 예를 들어, 243 이다의 위성 다크틸의 임시 명칭은 "S/1993 (243) 1"였으며, 발견 확인 후 명칭 부여 후에는 (243) 이다 I 다크틸이 되었다. 같은 원리로 명왕성의 넷째 위성인 케르베로스는 명왕성의 행성 지위 박탈 이후 발견되었기 때문에, S/2011 P 1 대신 S/2011 (134340) 1이라는 임시 명칭이 붙었다. 명왕성의 행성 지위 박탈에 반대했던 뉴 허라이즌스 팀은 S/2011 P 1을 사용했다.
몇 개월에서 몇 년 후 위성의 존재가 완전히 확정되고 궤도가 계산되면 임시 명칭 대신 영구 명칭이 부여된다. 과거에 발견된 위성들은 매우 오랜 기간 동안 명칭이 붙여지지 않은 경우도 있다.

### 지질 구조
행성 및 위성 자체의 이름뿐만 아니라, 충돌구, 산, 화산 등 지질 구조에도 명칭을 붙이고 있다. 초기에는 달의 충돌구만을 관측했으며, 19세기에는 화성의 표면 구조 일부가 식별되기도 했다. 두 천체를 제외하고 발견된 구조는 목성의 대적반밖에 없었다.
1919년 국제천문연맹이 설립되며 달과 화성의 표면에 붙은 명칭을 정리하고자 하였다. 1935년 최초의 달 지질 구조 명칭 체계인 "Named Lunar Formations"이 출판되었으며, 이후 제러드 카이퍼가 달의 충돌구를 정리한 "The System of Lunar Craters, quadrants I, II, III, IV"을 국제천문연맹이 승인하며 달의 지질 구조 명칭이 통일되었다. 화성은 1958년 국제천문연맹의 위원회가 128개의 반사율 지형을 공인한 것이 최초이다.
현재는 국제천문연맹의 행성계 명명 실무단(WGPSN)에서 지질 구조의 명명을 담당하고 있다.

## 소행성체
초기에는 다른 행성의 명명법과 소행성체의 명명법은 그리스 로마 신화의 이름을 따 오는 것으로 일치했으며, 소행성체는 여신을 선호하는 경향이 있었다. 최초로 화성 궤도를 횡단하는 소행성이 발견되었을 때는 에로스를 따 이름이 433 에로스로 정해졌고, 이후 중앙 소행성대 소행성은 여성, 기타 소행성은 남성 인물의 이름을 따는 관행이 정착되었다.
시간이 지나며 발견이 계속 이루어지자, 이 체계는 결국 포화되었고 새 체계가 필요해졌다. 현재 소행성체에 이름을 붙이는 기관은 소천체 명명 실무단(WGSBN)으로, 13명이 소속되어 있다. 이틀 이상 관측이 이루어지고 기존에 발견된 천체가 아님이 확실하면 소행성체는 먼저 임시 명칭을 부여받으며, 궤도를 계산하기 충분한 자료가 모이면 앞에 '식별용' 번호가 붙는다.
번호가 부여되면 발견자는 이름을 제안할 권리를 얻게 되며, 국제천문연맹이 승인하면 임시 명칭 대신 발견자가 제안한 이름을 사용하게 된다. 보통 이 과정은 2~3달에 걸친 관측을 통해 이루어진다. 예를 들어, (28978) 2001 KX76은 '익시온'이라는 이름을 받아 28978 익시온으로 부르고 있다. 명칭은 WGSBN 공고에 실리면 공식으로 인정받게 된다. 여기까지는 통상 최초 관측 후 몇 년이 걸리며, '잃어버린' 소행성체의 경우에는 재관측이 이루어지기까지 몇십 년이 걸리기도 한다. 만약 소행성체가 식별자를 부여받고 10년 간 이름이 붙지 않으면, 천체를 식별한 사람이나 궤도 계산에 공헌한 사람, 발견 천문대의 대표자 등에게 명명권이 넘어간다. CSBN에서는 소행성체의 식별자 번호가 1000의 배수이면 자신들이 명명권을 가진다는 규정이 있다.
최근 LINEAR 등 자동화된 소행성 발견 횟수가 급격히 증가함에 따라 소천체 명명 위원회는 명명 횟수를 한 발견자당 2달에 이름 2개씩으로 제한하고 있으며, 이에 따라 현재 소행성 다수는 공식 명칭이 없다.
국제천문연맹의 규정에 따르면, 이름은 발음할 수 있어야 하고, 한 단어를 권장하고 있다(두 단어 이상인 경우 5535 안네프랑크처럼 붙이는 경우가 많지만, 9007 제임스 본드처럼 예외 또한 있다). 1982년부터는 (영문) 글자 수를 띄어쓰기와 줄표를 포함해 16자 이하로 제한하고 있으며 발음 구별 기호의 사용도 허용된다.
정치적 및 군사적 인물은 사망 후 100년이 경과하지 않으면 허용되지 않는다. 반려동물의 이름은 권장하지 않지만 과거에 붙여진 이름이 일부 남아있다. 기업, 상품, 상업적으로만 알려진 인물의 이름 및, 상업적 광고의 성격을 띌 수 있는 조합은 금지하고 있다.
상대적으로 평범한 축에 속하는 소행성체에는 274301 위키피디아처럼 다소 독특한 이름을 붙여도 문제없지만, 어떠한 소행성군에 속하는 경우에는 특별한 명명 규칙이 정해져 있기도 하다.
- 근지구 천체는 1862 아폴로처럼 명계를 제외한 신화의 이름을 따며, 아모르 소행성군(근일점 거리 1.3 AU 이상)은 신화에서 이름을 따지 않아도 된다.

- 목성 트로이군(목성과 1:1 궤도 공명 상태)의 소행성은 트로이아 전쟁에서의 영웅의 이름을 딴다. 588 아킬레스처럼 L4 라그랑주점의 소행성은 그리스 쪽의 영웅, 884 프리아무스처럼 L5의 소행성은 트로이 쪽의 영웅을 사용한다. 절대등급 12 이상의 작은 목성 트로이군 소행성은 올림픽 선수의 이름을 딸 수도 있다.[24][25]
- 거대 기체 행성의 궤도를 통과하는 센타우루스군의 소행성체들은 2060 키론처럼 반은 사람이고 반은 말인 켄타우로스의 이름을 딴다.
- 해왕성 트로이군의 이름은 L4와 L5를 구분하지 않고 아마조네스의 이름을 딴다.[24][26]
- 명왕성족은 90482 오르쿠스처럼 명계와 관련된 신화의 이름을 딴다. 2019년까지 이 기준은 모든 공명 해왕성 바깥 천체에 적용되었지만, 안정적인 공명이 무엇인지는 정확히 정의되지 않았다.
- 50000 콰오아처럼 기타 해왕성 바깥 천체는 통상 창조와 관련된 신화 속의 이름을 딴다.

## 혜성
혜성에 붙이는 이름은 지난 두 세기 간 많은 변화를 거쳤다. 체계적인 명명법이 자리잡기 이전에는 여러 명명법이 있었다. 처음으로 이름이 붙어진 혜성은 핼리 혜성으로, 궤도를 계산한 에드먼드 핼리의 이름을 땄다. 두 번째 혜성인 엥케 혜성 또한 발견자인 피에르 메생이 아닌, 궤도 계산자인 요한 프란츠 엥케의 이름을 땄다. 비엘라 혜성이나 허설 양의 혜성(허셜-리골렛 혜성)처럼 이러한 방식으로 여러 혜성의 이름이 붙었다. 더 밝은 혜성은 "~년의 대해성"으로 불렸다.
20세기 초부터 발견자의 이름을 따 혜성의 이름을 붙이는 관행이 일반적이게 되었으며, 현재까지 남아 있다. 혜성의 이름은 최대 세 명까지 하이픈으로 연결하여 붙이며, 국제천문연맹은 보통 두 명까지만을 선호하며 세 명 이상은 "잃어버린 혜성을 재발견하여 다른 이름을 붙여버렸을 경우"로만 한정하고 있다. 최근 혜성 발견은 천문학자 다수가 운용하는 기기를 통해 발견하는 경우가 많으며, 이런 경우 기기의 이름을 붙이기도 한다. 예를 들어, 이-스완 혜성은 이대암과 소호 태양 관측 위성의 SWAN 장치를 이용하여 독립적으로 발견하여 붙은 이름이다. 간혹 발견자의 이름에 하이픈이 이미 있는 경우, 한 사람이 두 사람으로 오해받지 않게끔 하기 위해 105P/싱거 브루스터처럼 하이픈을 띄어쓰기로 대체한다.
1994년 이전까지는 발견 연도 뒤에 알파벳 소문자를 붙이는 방식으로 임시 명칭을 부여했다. 예시로, 베넷 혜성은 1969i였으며, 1987년에는 발견된 혜성이 26개를 넘어 알파벳 뒤에 "1"을 붙였다(스코리쳰코-조지 혜성, 1989e1). 1989년에는 1989h1까지 사용하였다. 궤도가 정확히 계산되면 근일점 통과 순서대로 연도 뒤에 로마 숫자를 붙였다. 예를 들어, 위의 베넷 혜성은 1970 II가 된다.
혜성 발견 수가 증가하며 기존의 체계 사용이 힘들어지자, 2003년 국제천문연맹의 소천체 명명 위원회는 새 명명법을 승인하였으며, 2004년에는 새 식별자 체계를 승인하였다. 현재 혜성은 발견 연도 뒤에 발견 반월(半月)을 표기하고, 뒤에 숫자로 발견 순서를 표시한다. 예를 들어, 2006년 2월 16일~28일 사이에 발견된 4번째 혜성은 2006 D4가 된다. 반월을 표기할 때 I와 Z는 사용하지 않는다. 혜성의 종류를 표기하기 위해 접두사를 사용하기도 하는데, P/는 주기 혜성, C/는 비주기 혜성, X/는 궤도를 계산할 수 없는 혜성, D/는 잃어버리거나 분열된 혜성, A/는 당초 혜성으로 발견하였으나 이후 소행성체로 분류된 천체이다. 주기 혜성의 앞에는 1P/핼리처럼 발견 순서를 표시하는 번호가 붙기도 한다.
MPEC나 IAUC의 HTML 버전에서는 기술적인 문제로 밑첨자를 일반 문자처럼 표기하지만, IAUC의 PDF 버전 등 여러 곳에서는 밑첨자를 그대로 표기하여 사용한다.

## 같이 보기
- 겉보기등급 순 항성 목록
- 소행성체 목록
- 천문학의 임시 명칭